# Лопес Таррес, Марк
Марк Лопес Таррес (исп. Marc López Tarrés, родился 31 июля 1982 года в Барселоне, Испания) — испанский профессиональный теннисист; олимпийский чемпион 2016 года в парном разряде с Рафаэлем Надалем; победитель одного турнира Большого шлема в парном разряде (Открытый чемпионат Франции-2016); победитель Итогового турнира ATP (2012) в парном разряде; финалист трёх турниров Большого шлема в парном разряде (Открытый чемпионат Франции, Открытый чемпионат США-2014, -2017); бывшая третья ракетка мира в парном рейтинге; победитель 14 турниров ATP в парном разряде; победитель одного юниорского турнира Большого шлема в парном разряде (Открытый чемпионат Франции-2000).

## Общая информация
Марк впервые попробовал себя в теннисе в восемь лет: вместе со старшим братом. Любимое покрытие испанца — грунт, лучший удар — форхенд.

## Спортивная карьера

### Начало карьеры
Профессиональную карьеру теннисиста Лопес начал в 1999 году. В 2000 году в возрасте 17-ти лет стал победителем юниорского Открытого чемпионата Франции в парном разряде совместно с соотечественником и ровесником Томми Робредо. В том же году он выигрывает первые титулы на турнирах серии «фьючерс». В июле 2001 года Лопес великолепно дебютировал в ATP-туре. Пробившись через квалификацию на грунтовый турнир в Штутгарте, Лопес смог обыграть Ричарда Фромберга, Гильермо Корию, Серхи Бругеру и Альберто Мартина. Таким образом Лопес смог запрыгнуть сразу в полуфинал, где его останавливает и Гильермо Каньяс. Это результат позволил молодому испанцу подняться на 87 мест в мировом рейтинге: с 236-го на 149-е. Сыграть в основной сетке на турнирах серии Большого шлема Лопесу удается в конце мая 2003 года на Открытом чемпионате Франции, где он через квалификацию прошёл во второй раунд. В сентябре того же года в Будапеште он выиграл свой первый титул на турнирах серии «челленджер».
В апреле 2004 года Лопес выиграл парный «челленджер» в Барлетте в дуэте с Фернандо Висенте. Через две недели после этого в Валенсии он первый раз выходит в финал турнира ATП совместно с Фелисиано Лопесом, который они проиграли. На турнире в Барселоне Марк обыграл в первых раундах Игоря Андреева и Феликса Мантилью, а в третьем не справился с Давидом Налбандяном. После этого турнира Лопес поднялся на самое высокое в своей карьере — 106-е месте в одиночном рейтинге. На Открытом чемпионате Франции, куда он попал в качестве лаки-лузера, Марк проиграл в первом раунде Кристофу Рохусу, а на Уимблдонском турнире его выбил армянский теннисист Саргис Саргсян. В августе на турнире в Сопоте он занёс себе в актив выход в четвертьфинал и победу над теннисистом из топ-20 Маратом Сафиным — 6-3, 6-2.
В мае 2005 года Лопес выиграл парный «челленджер» в Эттлингене в альянсе с Альбертом Портасом. В мае 2006 года он победил на «челленджере» в одиночном разряде в Тельде. В начале июня Марк совместно с Марселем Гранольерсом выиграл «челленджер» в Турине. В сентябре 2006 года он стал чемпионом на «челленджере» в Брашове. В январе 2007 года Лопес с разными партнёрами выиграл два парных «челленджера», проводившихся в Чили. По ходу того сезона он, каждый раз с новым партнёром, победил ещё на трёх парных «челленджерах». В мае 2008 года Лопес в последний раз смог сыграть в основной сетке на одиночном Большом шлеме. Получив путёвку на турнир в качестве Лаки-лузера испанец в первом же раунде проиграл Яркко Ниеминену. За 2008 год совместно с Габриэлем Трухильо-Солером он взял два парных «челленджера»: в апреле в Афинах и в августе в Сан-Себастьяне.

### 2009—2014

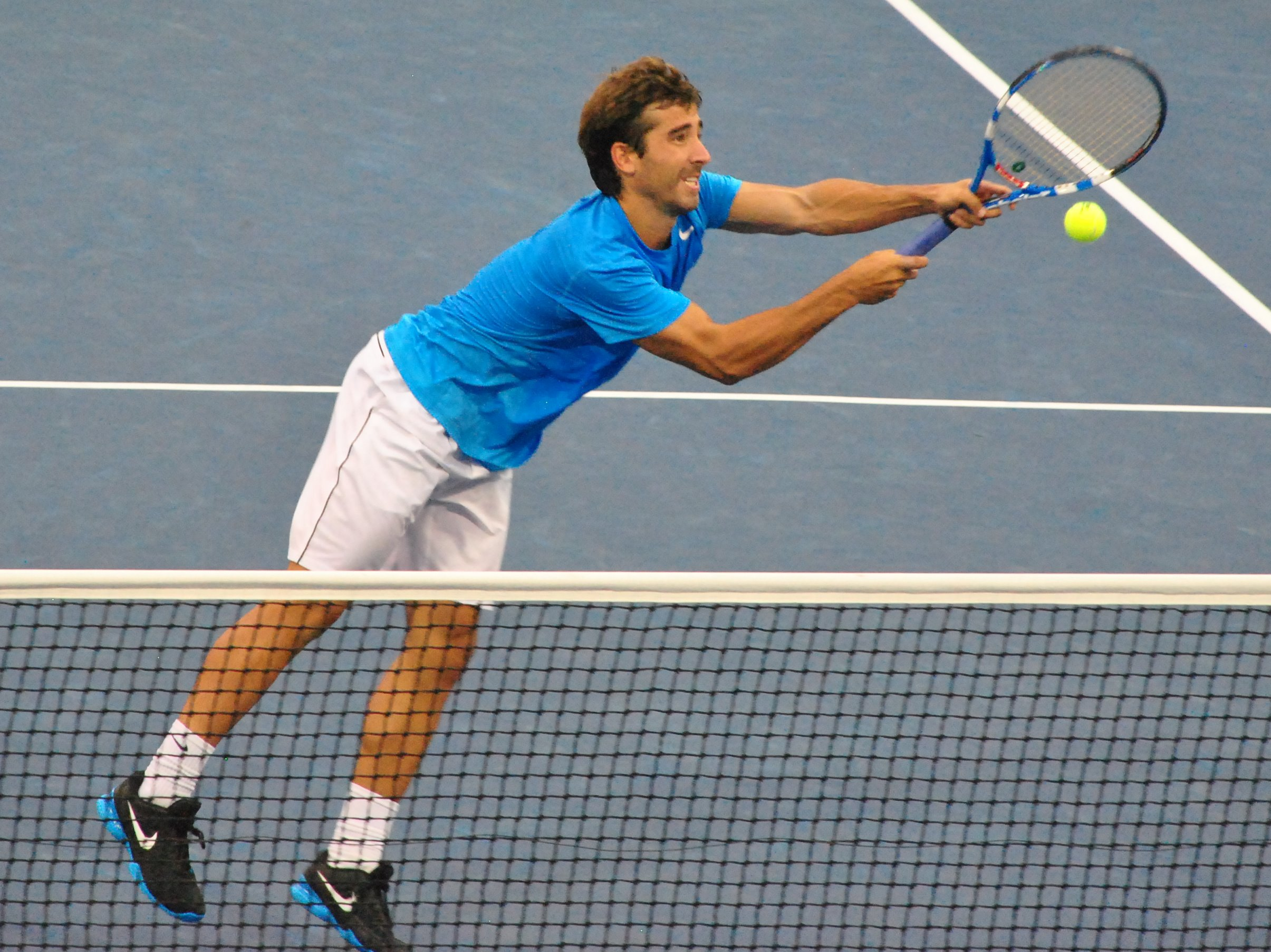
Лопес на Открытом чемпионате США 2012 года

Первую победу в АТP-туре Марк одержал в паре с Рафаэлем Надалем в январе 2009 года на турнире в Дохе. В феврале того же года Лопес выиграл последний в карьере титул в одиночном разряде на «челленджере» в Танжере. На другом «челленджере», также проводившимся в Марокко в Мекнесе он взял парный трофей. На Ролан Гаррос, где Лопес выступил в паре с Томми Робредо, он смог впервые пройти в 1/4 финала. В марте 2010 года в паре с Надалем Марк побеждает на турнире серии Мастерс в Индиан-Уэлсе. В финале они обыгрывают сильную пару канадца Даниэля Нестора и серба Ненада Зимонича со счетом 7-6(8), 6-3. Это результат вывел Лопеса в Топ-50 парного рейтинга. В мае того же года ему в паре с другим испанцем Давидом Марреро удается победить на грунтовом турнире в Эшториле. На открытом чемпионате Франции в дуэте с Пере Рибой он второй год подряд вышел в четвертьфинал парных соревнований. В июле пара Лопес и Марреро выиграли титул на грунтовом турнире в Гамбурге. В конце сезона совместно с аргентинцем Эдуардо Шванком он доходит до финала в Монпелье. По итогам года он занял позицию в Топ-20 среди парных игроков.
2011 год Лопес начинает с победы на турнире в Дохе. добытую в паре с Рафаэлем Надалем. В феврале в дуэте с Гранольерсом он вышел в финал в Загребе, а в мае с Давидом Марреро в Эшториле. В июле Гранольерс и Лопес выходят ещё в один финал на турнире в Штутгарте. В следующий раз в совместный финал они вышли в начале марта 2012 года на турнире в Акапулько. Через две недели после этого он смог выиграть парный приз на Мастерсе в Индиан-Уэлсе, добыв победу в альянсе с Рафаэлем Надалем. В апреле на турнире в Барселоне дуэт Гранольерс и Лопес проходит до финала. В мае они выиграли совместный приз на Мастерсе в Риме. В июле Гранольерс и Лопес вышли в финал в Умаге и взяли парный титул на турнире в Гштаде. В августе их пара представляла испанию на Олимпиаде, которая проводилась в Лондоне. К сожалению для своих болельщиков, они проиграли уже на старте, уступив титулованным израильтянам Энди Раму и Йонатану Эрлиху. После Олимпиады испанская пара смогла выйти в финал Мастерса в Торонто, где проиграли братьям Бобу и Майку Брайанам. Этот результат позволил Лопесу войти в Топ-10 парного рейтинга. На Открытом чемпионате США Гранольерс и Лопес смогли достаточно высоко продвинутся по турнирной сетке, выйдя в полуфинал. В концовке сезона они впервые приняли участие в Итоговом турнире года и с ходу смогли выиграть этот турнир. В финале испанский дуэт переиграл пару Рохан Бопанна и Махеш Бхупати со счётом 7-5, 3-6, [10-3]. По итогам года Лопес занял 6-е место в парном рейтинге. В 2012 году Марк Лопес впервые выступил за сборную Испании в Кубке Дэвиса. На пути к финалу он сыграл во всех раундах парную встречу, но лишь одну в первом раунде смог выиграть, а остальные три (в том числе и в финале против сборной Чехии) проиграл.
Пара Гранольерс и Лопес смогла выйти в полуфинал Открытого чемпионата Австралии в 2013 году. Марк после турнира смог стать на время третьей ракеткой мира в парном разряде. На Открытом чемпионате Франции их результатом стал выход в четвертьфинал. В августе Гранольерс и Лопес сыграли в финале на Мастерсе в Цинциннати, где они уступили братьям Брайанам. На итоговом турнире их дуэт не смог защитить титул, проиграв два матча из трёх на групповом этапе.
Первый титул в сезоне 2014 года Гранольерс и Лопес выигрывают в феврале на турнире в Буэнос-Айресе. Это победа для Лопеса стала десятой за карьеру на основных турнирах ассоциации. В июне испанский дуэт сыграл свой дебютный финал Большого шлема на Открытом чемпионате Франции. В решающей встрече они проиграли французам Жюльену Беннето и Эдуару Роже-Васслену — 3-6, 6-7(1). в сентябре Гранольерс и Лопес смогли выйти ещё в один финал турнира из сери Большого Шлема. Произошло это на Открытом чемпионате США, где в борьбе за титул они уступили братьям Брайанам со счётом 3-6, 4-6. На итоговом турнире они, как и год назад, не смогли выйти из группы.

### 2015—2017 (титул на Ролан Гаррос и золото на Олимпиаде)

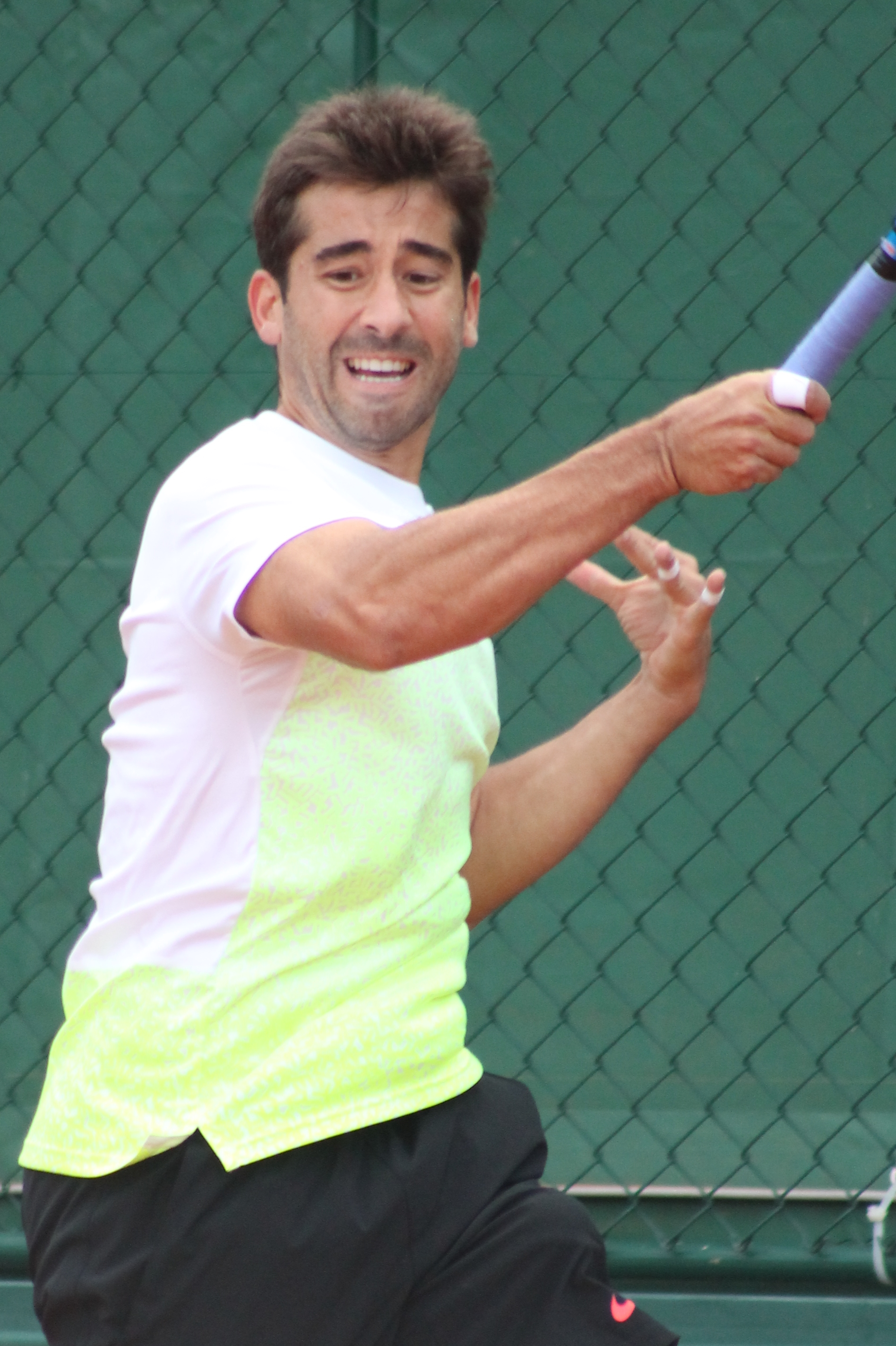
Лопес на Открытом чемпионате Франции 2015 года

Первым выходом в финал в 2015 году для Лопеса стало выступление на турнире в Эшториле в начале мая, где он сыграл в альянсе с Давидом Марреро. В паре с Марселем Гранольерсом Лопес дошёл до финала на Мастерсе в Риме. 2015 год оказался для Лопеса менее продуктивным чем предыдущие три сезона и он опустился в рейтинге на 32-е место по итогам года.
В 2016 году наиболее постоянным партнёром по выступлениям для Марка стал его однофамилец Фелисиано Лопес. Уже в самом начале сезона они смогли выиграть хардовый турнир в Дохе. В феврале в Дубае Марк и Фелисиано вышли в финал. На Открытом чемпионате Франции к испанской паре приходит успех. Начав турнир в качестве 15-го номера посева в соревнованиях мужских пар, они смогли обыграть всех своих соперников в том числе в третьем раунде и первую пару турнира Николя Маю и Пьер-Юг Эрбер, а в финале они победили знаменитых братьев Брайанов и таким образом завоевали свой первый Большой шлем. В августе Лопес добился ещё одного громкого успеха. Ему совместно с Рафаэлем Надалем удалось стать Олимпийским чемпионом в парном турнире Олимпиады, которая проводилась в Рио-де-Жанейро. В финале они обыграли румынский дуэт Флорин Мерджа и Хория Текэу. На Открытом чемпионате США пара Марк и Фелисиано Лопесы вышли в полуфинал, где они проиграли другому испанскому дуэту Гильермо Гарсия-Лопес и Пабло Карреньо Буста — 3-6, 6-7(4). В концовке сезона Марк и Фелисиано приняли участие в Итоговом турнире, где, проиграв две встречи, а выиграв только одну, не вышли из группы. По итогам 2016 года был признан теннисистом года в Испании. В парном рейтинге он занял 10-е место.
| Стадия  | Соперники (посев)                      | Рейтинг  | Счёт           |
| 1 раунд | Максимо Гонсалес Гильермо Дуран        | 49 / 48  | 6-7(7) 6-0 7-5 |
| 2 раунд | Федерико Дельбонис Андрес Мольтени     | 195 / 84 | 6-1 6-2        |
| 3 раунд | Николя Маю Пьер-Юг Эрбер (1)           | 2 / 6    | 7-6(7) 6-1     |
| 1/4     | Жюльен Беннето Эдуар Роже-Васслен (WC) | 151 / 15 | 3-6 6-4 7-6(7) |
| 1/2     | Иван Додиг Марсело Мело (3)            | 9 / 1    | 6-2 3-6 7-5    |
| Финал   | Боб Брайан Майк Брайан (5)             | 7 / 8    | 6-4 6-7(6) 6-3 |

| Стадия  | Соперники (посев)                            | Рейтинг  | Счёт          |
| 1 раунд | Жан-Жюльен Ройер Робин Хасе                  | 13 / 218 | 6-4 6-4       |
| 2 раунд | Максимо Гонсалес Хуан Мартин дель Потро (PR) | 74 / 351 | 6-3 5-7 6-2   |
| 1/4     | Оливер Марах Александр Пейя                  | 37 / 23  | 6-3 6-1       |
| 1/2     | Даниэль Нестор Вашек Поспишил (7)            | 9 / 17   | 7-6(1) 7-6(4) |
| Финал   | Флорин Мерджа Хория Текэу (5)                | 14 / 10  | 6-2 3-6 6-4   |

В 2017 году Марк продолжил сотрудничество с Фелисиано, но также выступал в паре с другими теннисистами. В апреле на грунтовом турнире в Марракеше в дуэте с Марселем Гранольерсом он смог дойти до финала. На следующем турнире — Мастерсе в Монте-Карло он сыграл уже в команде с Фелисиано и также дошёл до финала. В июле на грунте Гамбурга его ожидал третий выход в финал в сезоне, на этот раз в паре с уругвайцем Пабло Куэвасом. На Открытом чемпионате США Марк и Фелисиано остановились в шаге от титула Большого шлема. Они смогли выйти в финал, переиграв известную американскую пару братьев Брайанов (3-6, 6-3, 6-4). Но решающий матч они не смогли довести до победы и уступили паре Жан-Жюльен Ройер и Хория Текэу (4-6, 3-6).

### 2018—2022
В 2018 году Марк и Фелисиано Лопесы взяли только один титул, завоевав его на турнире в Барселоне. На Ролан Гаррос они смотрелись довольно хорошо и смогли добраться до 1/2 финала. В следующие сезоны Марк Лопес не показывал сильных результатов, потеряв место в топ-100 парного рейтинга. В 2022 году Лопес решил завершить карьеру игрока. Последний матч он провёл на Мастерсе в Мадриде, где в паре с новой звездой испанского тенниса — Карлосом Алькарасом доиграл до второго раунда. Он вошёл в команду, которая готовит к турнирам Рафаэля Надаля.

## Рейтинг на конец года
| Год  | Одиночный рейтинг | Парный рейтинг |
| 2022 |                   | 324            |
| 2021 |                   | 532            |
| 2020 |                   | 327            |
| 2019 |                   | 191            |
| 2018 |                   | 31             |
| 2017 |                   | 20             |
| 2016 |                   | 10             |
| 2015 |                   | 32             |
| 2014 | 1034              | 9              |
| 2013 | 1 018             | 11             |
| 2012 |                   | 6              |
| 2011 | 1141              | 37             |
| 2010 | 724               | 15             |
| 2009 | 350               | 62             |
| 2008 | 247               | 156            |
| 2007 | 208               | 151            |
| 2006 | 205               | 306            |
| 2005 | 210               | 636            |
| 2004 | 149               | 211            |
| 2003 | 140               | 606            |
| 2002 | 191               | 240            |
| 2001 | 126               | 249            |
| 2000 | 315               | 556            |
| 1999 | 950               | 795            |
| 1998 | 1096              | 1084           |

По данным официального сайта ATP на последнюю неделю года.

## Выступления на турнирах

### Финалы челленджеров и фьючерсов в одиночном разряде (18)

#### Победы (8)
| Условные обозначения |
| Челленджеры (4+11)*  |
| Фьючерсы (4+7)       |

| Титулы по покрытиям | Титулы по месту проведения матчей турнира |
| ------------------- | ----------------------------------------- |
| Хард (0+1)*         | Зал (0+1)                                 |
| Грунт (8+17)        | Зал (0+1)                                 |
| Трава (0)           | Открытый воздух (8+17)                    |
| Ковёр (0)           | Открытый воздух (8+17)                    |

* количество побед в одиночном разряде + количество побед в парном разряде.
| №  | Дата             | Турнир                            | Покрытие | Соперник в финале       | Счёт           |
| 1. | 19 марта 2000    | Террасса, Испания                 | Грунт    | Давид Кабальеро Гарсия  | 6-3 6-7(2) 6-3 |
| 2. | 12 ноября 2000   | Вильяфранка-дель-Пенедес, Испания | Грунт    | Оскар Эрнандес Перес    | 7-6(4) 6-2     |
| 3. | 11 февраля 2001  | Картахена, Испания                | Грунт    | Франсиско Фогес Доменек | 6-4 6-4        |
| 4. | 3 июня 2001      | Обервайер, Германия               | Грунт    | Леонардо Ольгуин        | 6-3 6-2        |
| 5. | 13 сентября 2003 | Будапешт, Венгрия                 | Грунт    | Мариано Дельфино        | 6-4 2-6 7-5    |
| 6. | 6 мая 2006       | Тельде, Испания                   | Грунт    | Бенедикт Дорш           | 6-0 6-1        |
| 7. | 10 сентября 2006 | Брашов, Румыния                   | Грунт    | Виктор Кривой           | 4-6 6-3 7-6(8) |
| 8. | 21 февраля 2009  | Танжер, Марокко                   | Грунт    | Пере Риба               | 5-7 6-4 7-6(9) |

#### Поражения (10)
| №   | Дата            | Турнир              | Покрытие | Соперник в финале       | Счёт            |
| 1.  | 14 мая 2000     | Льейда, Испания     | Грунт    | Марк Форнель Местрес    | 6-4 1-4 — отказ |
| 2.  | 21 мая 2000     | Льейда, Испания     | Грунт    | Марио Муньос Бехарано   | 6-7(1) 6-2 1-6  |
| 3.  | 28 мая 2000     | Льейда, Испания     | Грунт    | Марио Муньос Бехарано   | 1-6 4-6         |
| 4.  | 25 июня 2000    | Будапешт, Венгрия   | Грунт    | Тапио Нурминен          | 3-6 1-6         |
| 5.  | 23 июля 2000    | Эльче, Испания      | Грунт    | Горка Фрайле            | 6-7(1) 6-4 2-6  |
| 6.  | 25 февраля 2001 | Картахена, Испания  | Грунт    | Франсиско Фогес Доменек | 5-7 3-6         |
| 7.  | 4 марта 2001    | Картахена, Испания  | Грунт    | Сантьяго Вентура        | 5-7 1-6         |
| 8.  | 28 марта 2004   | Кальяри, Италия     | Грунт    | Дидак Перес Минарро     | 4-6 1-6         |
| 9.  | 29 мая 2005     | Эттлинген, Германия | Грунт    | Адриан Гарсия           | 4-6 4-6         |
| 10. | 11 августа 2007 | Виго, Испания       | Грунт    | Максимо Гонсалес        | 2-6 4-6         |

### Финалы турниров Большого шлема в парном разряде (4)

#### Победы (1)
| №  | Год  | Турнир                     | Покрытие | Партнёр         | Соперники в финале     | Счёт           |
| 1. | 2016 | Открытый чемпионат Франции | Грунт    | Фелисиано Лопес | Боб Брайан Майк Брайан | 6-4 6-7(6) 6-3 |

#### Поражения (3)
| №  | Год  | Турнир                     | Покрытие | Партнёр            | Соперники в финале                | Счёт       |
| 1. | 2014 | Открытый чемпионат Франции | Грунт    | Марсель Гранольерс | Жюльен Беннето Эдуар Роже-Васслен | 3-6 6-7(1) |
| 2. | 2014 | Открытый чемпионат США     | Хард     | Марсель Гранольерс | Боб Брайан Майк Брайан            | 3-6 4-6    |
| 3. | 2017 | Открытый чемпионат США (2) | Хард     | Фелисиано Лопес    | Жан-Жюльен Ройер Хория Текэу      | 4-6 3-6    |

### Финалы Итогового турнираATPв парном разряде (1)

#### Победы (1)
| №  | Год  | Турнир                 | Покрытие   | Партнёр            | Соперники в финале          | Счёт           |
| 1. | 2012 | Лондон, Великобритания | Хард (зал) | Марсель Гранольерс | Рохан Бопанна Махеш Бхупати | 7-5 3-6 [10-3] |

### Финалы Олимпийских турниров в парном разряде (1)

#### Победы (1)
| №  | Дата | Турнир                   | Покрытие | Партнёр        | Соперницы в финале        | Счёт        |
| 1. | 2016 | Рио-де-Жанейро, Бразилия | Хард     | Рафаэль Надаль | Флорин Мерджа Хория Текэу | 6-2 3-6 6-4 |

### Финалы турнировATPв парном разряде (33)

#### Победы (14)
| Титулы                        |
| ----------------------------- |
| Турниры Большого шлема (0+1)* |
| Итоговый турнир ATP (0+1)     |
| Олимпиада (0+1)               |
| Мастерс (0+3)                 |
| Gold / ATP 500 (0+2)          |
| International / ATP 250 (0+6) |

| Титулы по покрытиям | Титулы по месту проведения матчей турнира |
| ------------------- | ----------------------------------------- |
| Хард (0+7)*         | Зал (0+1)                                 |
| Грунт (0+7)         | Зал (0+1)                                 |
| Трава (0)           | Открытый воздух (0+13)                    |
| Ковёр (0)           | Открытый воздух (0+13)                    |

* количество побед в одиночном разряде + количество побед в парном разряде.
| №   | Дата            | Турнир                     | Покрытие   | Партнёр            | Соперники в финале                    | Счёт              |
| 1.  | 9 января 2009   | Доха, Катар                | Хард       | Рафаэль Надаль     | Ненад Зимонич Даниэль Нестор          | 4-6 6-4 [10-8]    |
| 2.  | 20 марта 2010   | Индиан-Уэлс, США           | Хард       | Рафаэль Надаль     | Ненад Зимонич Даниэль Нестор          | 7-6(8) 6-3        |
| 3.  | 9 мая 2010      | Оэйраш, Португалия         | Грунт      | Давид Марреро      | Марсель Гранольерс Пабло Куэвас       | 6-7(1) 6-4 [10-4] |
| 4.  | 25 июля 2010    | Гамбург, Германия          | Грунт      | Давид Марреро      | Поль-Анри Матьё Жереми Шарди          | 6-2 2-6 [10-8]    |
| 5.  | 7 января 2011   | Доха, Катар (2)            | Хард       | Рафаэль Надаль     | Даниэле Браччали Андреас Сеппи        | 6-3 7-6(4)        |
| 6.  | 18 марта 2012   | Индиан-Уэлс, США (2)       | Хард       | Рафаэль Надаль     | Джон Изнер Сэм Куэрри                 | 6-2 7-6(3)        |
| 7.  | 20 мая 2012     | Рим, Италия                | Грунт      | Марсель Гранольерс | Лукаш Кубот Янко Типсаревич           | 6-3 6-2           |
| 8.  | 22 июля 2012    | Гштад, Швейцария           | Грунт      | Марсель Гранольерс | Роберт Фара Сантьяго Хиральдо         | 6-4 7-6(9)        |
| 9.  | 12 ноября 2012  | Финал Мирового Тура ATP    | Хард (зал) | Марсель Гранольерс | Рохан Бопанна Махеш Бхупати           | 7-5 3-6 [10-3]    |
| 10. | 16 февраля 2014 | Буэнос-Айрес, Аргентина    | Грунт      | Марсель Гранольерс | Пабло Куэвас Орасио Себальос          | 7-5 6-4           |
| 11. | 8 января 2016   | Доха, Катар (3)            | Хард       | Фелисиано Лопес    | Александр Пейя Филипп Пецшнер         | 6-4 6-3           |
| 12. | 4 июня 2016     | Открытый чемпионат Франции | Грунт      | Фелисиано Лопес    | Боб Брайан Майк Брайан                | 6-4 6-7(6) 6-3    |
| 13. | 13 августа 2016 | Олимпиада                  | Хард       | Рафаэль Надаль     | Флорин Мерджа Хория Текэу             | 6-2 3-6 6-4       |
| 14. | 29 апреля 2018  | Барселона, Испания         | Грунт      | Фелисиано Лопес    | Айсам-уль-Хак Куреши Жан-Жюльен Ройер | 7-6(5) 6-4        |

#### Поражения (19)
| №   | Дата            | Турнир                     | Покрытие   | Партнёр            | Соперники в финале                   | Счёт              |
| 1.  | 18 апреля 2004  | Валенсия, Испания          | Грунт      | Фелисиано Лопес    | Мартин Родригес Гастон Этлис         | 5-7 6-7(5)        |
| 2.  | 31 октября 2010 | Монпелье, Франция          | Хард       | Эдуардо Шванк      | Стивен Хасс Росс Хатчинс             | 2-6 6-4 [7-10]    |
| 3.  | 6 февраля 2011  | Загреб, Хорватия           | Хард (зал) | Марсель Гранольерс | Дик Норман Хория Текэу               | 3-6 4-6           |
| 4.  | 1 мая 2011      | Оэйраш, Португалия         | Грунт      | Давид Марреро      | Эрик Буторак Жан-Жюльен Ройер        | 3-6 4-6           |
| 5.  | 17 июля 2011    | Штутгарт, Германия         | Грунт      | Марсель Гранольерс | Юрген Мельцер Филипп Пецшнер         | 3-6 4-6           |
| 6.  | 4 марта 2012    | Акапулько, Мексика         | Грунт      | Марсель Гранольерс | Фернандо Вердаско Давид Марреро      | 3-6 4-6           |
| 7.  | 29 апреля 2012  | Барселона, Испания         | Грунт      | Марсель Гранольерс | Марцин Матковский Мариуш Фирстенберг | 6-2 6-7(7) [8-10] |
| 8.  | 14 июля 2012    | Умаг, Хорватия             | Грунт      | Марсель Гранольерс | Фернандо Вердаско Давид Марреро      | 3-6 6-7(4)        |
| 9.  | 11 августа 2012 | Торонто, Канада            | Хард       | Марсель Гранольерс | Боб Брайан Майк Брайан               | 1-6 6-4 [10-12]   |
| 10. | 18 августа 2013 | Цинциннати, США            | Хард       | Марсель Гранольерс | Боб Брайан Майк Брайан               | 4-6 6-4 [4-10]    |
| 11. | 7 июня 2014     | Открытый чемпионат Франции | Грунт      | Марсель Гранольерс | Жюльен Беннето Эдуар Роже-Васслен    | 3-6 6-7(1)        |
| 12. | 7 сентября 2014 | Открытый чемпионат США     | Хард       | Марсель Гранольерс | Боб Брайан Майк Брайан               | 3-6 4-6           |
| 13. | 3 мая 2015      | Кашкайш, Португалия (2)    | Грунт      | Давид Марреро      | Скотт Липски Трет Конрад Хьюи        | 1-6 4-6           |
| 14. | 17 мая 2015     | Рим, Италия                | Грунт      | Марсель Гранольерс | Пабло Куэвас Давид Марреро           | 4-6 5-7           |
| 15. | 27 февраля 2016 | Дубай, ОАЭ                 | Хард       | Фелисиано Лопес    | Симоне Болелли Андреас Сеппи         | 2-6 6-3 [12-14]   |
| 16. | 15 апреля 2017  | Марракеш, Марокко          | Грунт      | Марсель Гранольерс | Доминик Инглот Мате Павич            | 4-6 6-2 [9-11]    |
| 17. | 23 апреля 2017  | Монте-Карло, Монако        | Грунт      | Фелисиано Лопес    | Рохан Бопанна Пабло Куэвас           | 3-6 6-3 [4-10]    |
| 18. | 30 июля 2017    | Гамбург, Германия          | Грунт      | Пабло Куэвас       | Иван Додиг Мате Павич                | 3-6 4-6           |
| 19. | 8 сентября 2017 | Открытый чемпионат США (2) | Хард       | Фелисиано Лопес    | Жан-Жюльен Ройер Хория Текэу         | 4-6 3-6           |

### Финалы челленджеров и фьючерсов в парном разряде (27)

#### Победы (18)
| №   | Дата            | Турнир                         | Покрытие    | Партнёр                 | Соперники в финале                                | Счёт              |
| 1.  | 14 мая 2000     | Льейда, Испания                | Грунт       | Эмилио Виуда Эрнандес   | Хоакин Муньос Эрнандес Горка Фрайле               | 6-2 6-3           |
| 2.  | 28 января 2001  | Фешероль, Франция              | Грунт (зал) | Сантьяго Вентура        | Нир Велгрин Релья Дулич-Фишер                     | 7-5 7-6(4)        |
| 3.  | 11 февраля 2001 | Картахена, Испания             | Грунт       | Сантьяго Вентура        | Эдуардо Николас Эспин Хуан Хисберт Шульце         | 6-2 6-2           |
| 4.  | 25 февраля 2001 | Картахена, Испания             | Грунт       | Сантьяго Вентура        | Тодор Енев Оскар Эрнандес Перес                   | 6-1 6-3           |
| 5.  | 4 марта 2001    | Картахена, Испания             | Грунт       | Сантьяго Вентура        | Дидак Перес Минарро Марк Форнель Местрес          | Без игры          |
| 6.  | 4 апреля 2004   | Барлетта, Италия               | Грунт       | Фернандо Висенте        | Ярослав Левинский Давид Шкох                      | 7-6(6) 4-6 6-4    |
| 7.  | 29 мая 2005     | Эттлинген, Германия            | Грунт       | Альберт Портас          | Йерун Массон Габриэль Трухильо Солер              | 3-6 6-1 7-5       |
| 8.  | 4 июня 2006     | Турин, Италия                  | Грунт       | Марсель Гранольерс      | Леонардо Адзаро Флавио Чиполла                    | 6-4 6-3           |
| 9.  | 21 января 2007  | Ла-Серена, Чили                | Грунт       | Симоне Ваньоцци         | Карлос Берлок Бриан Дабул                         | 3-6 6-3 [10-1]    |
| 10. | 28 января 2007  | Сантьяго, Чили                 | Грунт       | Бриан Дабул             | Пабло Куэвас Орасио Себальос                      | 6-2 3-6 [10-8]    |
| 11. | 13 мая 2007     | Маспаломас, Испания            | Грунт       | Марсель Гранольерс      | Леонардо Адзаро Райнер Эйтцингер                  | 3-6 6-1 [10-3]    |
| 12. | 29 июля 2007    | Познань, Польша                | Грунт       | Сантьяго Вентура        | Иво Клец Флавио Чиполла                           | 6-2 5-7 [10-3]    |
| 13. | 2 сентября 2007 | Фройденштадт, Германия         | Грунт       | Мартин Виларруби        | Мартин Сланар Павел Шнобель                       | 6-2 6-7(5) [10-5] |
| 14. | 20 апреля 2008  | Афины, Греция                  | Грунт       | Габриэль Трухильо Солер | Константинос Икономидис Александрос Якупович      | 6-4 6-4           |
| 15. | 24 августа 2008 | Сан-Себастьян, Испания         | Грунт       | Габриэль Трухильо Солер | Рубен Рамирес Идальго Хосе Антонио Санчес де Луна | 6-7(3) 6-3 [10-6] |
| 16. | 1 марта 2009    | Мекнес, Марокко                | Грунт       | Ламин Уахаб             | Алессио ди Мауро Джанкарло Петраццуоло            | 6-3 7-5           |
| 17. | 6 марта 2016    | Таррагона, Испания             | Грунт       | Хауме Мунар             | Гонсало Оливейра Акира Сантиллан                  | 6-7(4) 6-3 [10-7] |
| 18. | 26 февраля 2017 | Корнелья-де-Льобрегат, Испания | Хард        | Хауме Мунар             | Жонатан Канар Мик Лескюр                          | 6-3 6-1           |

#### Поражения (9)
| №  | Дата             | Турнир             | Покрытие | Партнёр                     | Соперники в финале                          | Счёт              |
| 1. | 4 июня 2000      | Льейда, Испания    | Грунт    | Эмилио Виуда Эрнандес       | Кшиштоф Квинта Мариуш Фирстенберг           | 1-6 6-7(5)        |
| 2. | 23 июля 2000     | Эльче, Испания     | Грунт    | Анхель Хосе Мартин Арройо   | Маркос Рой Хирарди Оскар Эрнандес Перес     | 6-3 6-7(7) 4-6    |
| 3. | 5 ноября 2000    | Террасса, Испания  | Грунт    | Антонио Балдельоу Эстева    | Карлос Рексач Итоис Габриэль Трухильо Солер | 7-6(8) 5-7 1-6    |
| 4. | 18 февраля 2001  | Картахена, Испания | Грунт    | Сантьяго Вентура            | Карлос Рексач Итоис Габриэль Трухильо Солер | 6-4 4-6 3-6       |
| 5. | 22 сентября 2001 | Севилья, Испания   | Грунт    | Сантьяго Вентура            | Стефано Гальвани Виченцо Сантопадре         | 4-6 4-6           |
| 6. | 7 октября 2001   | Кальяри, Италия    | Грунт    | Фернандо Висенте            | Хуан Игнасио Карраско Алекс Лопес Морон     | 2-6 6-4 4-6       |
| 7. | 1 сентября 2002  | Бриндизи, Италия   | Грунт    | Сальвадор Наварро Гутьеррес | Мариано Дельфино Серхио Ройтман             | 6-7(4) 7-6(3) 4-6 |
| 8. | 15 марта 2008    | Танжер, Марокко    | Грунт    | Габриэль Трухильо Солер     | Микель Анхель Лопес Хаен Иван Наварро       | 3-6 7-6(5) [9-11] |
| 9. | 5 октября 2008   | Таррагона, Испания | Грунт    | Марк Форнель Местрес        | Душан Карол Даниэль Кёллерер                | 2-6 2-6           |

### Финалы командных турниров (1)

#### Поражения (1)
| №  | Год  | Турнир       | Команда                                                 | Соперник в финале            | Счёт |
| 1. | 2012 | Кубок Дэвиса | Испания Д. Феррер, Н. Альмагро, М. Гранольерс, М. Лопес | Чехия Р. Штепанек, Т. Бердых | 2-3  |

## История выступлений на турнирах
| Турнир                       | 2009          | 2010          | 2011          | 2012  | 2013          | 2014          | 2015          | 2016   | 2017          | 2018          | 2019          | 2020          | 2021  | Итог   | В/П за карьеру |
| ---------------------------- | ------------- | ------------- | ------------- | ----- | ------------- | ------------- | ------------- | ------ | ------------- | ------------- | ------------- | ------------- | ----- | ------ | -------------- |
| Турниры Большого шлема       |               |               |               |       |               |               |               |        |               |               |               |               |       |        |                |
| Открытый чемпионат Австралии | -             | 1Р            | 1Р            | 2Р    | 1/2           | 2Р            | 1Р            | 2Р     | 3Р            | 2Р            | 1Р            | 1Р            | 1Р    | 0 / 12 | 10-12          |
| Открытый чемпионат Франции   | 1/4           | 1/4           | 2Р            | -     | 1/4           | Ф             | 1Р            | П      | 1Р            | 1/2           | 1Р            | -             | 1Р    | 1 / 11 | 25-10          |
| Уимблдонский турнир          | 1Р            | 2Р            | 2Р            | 1Р    | 1Р            | 3Р            | 2Р            | 1Р     | 1Р            | 1Р            | -             | НП            | 1Р    | 0 / 11 | 5-11           |
| Открытый чемпионат США       | -             | 1Р            | 3Р            | 1/2   | 3Р            | Ф             | 3Р            | 1/2    | Ф             | 2Р            | -             | -             | -     | 0 / 9  | 25-8           |
| Итог                         | 0 / 2         | 0 / 4         | 0 / 4         | 0 / 3 | 0 / 4         | 0 / 4         | 0 / 4         | 1 / 4  | 0 / 4         | 0 / 4         | 0 / 2         | 0 / 1         | 0 / 3 | 1 / 43 |                |
| В/П в сезоне                 | 3-2           | 4-4           | 4-3           | 5-3   | 9-4           | 13-4          | 3-4           | 11-3   | 7-4           | 6-4           | 0-2           | 0-1           | 0-3   |        | 65-41          |
| Олимпийские игры             |               |               |               |       |               |               |               |        |               |               |               |               |       |        |                |
| Летняя олимпиада             | Не проводился | Не проводился | Не проводился | 1Р    | Не проводился | Не проводился | Не проводился | П      | Не проводился | Не проводился | Не проводился | Не проводился | -     | 1 / 2  | 5-1            |
| Итоговые турниры             |               |               |               |       |               |               |               |        |               |               |               |               |       |        |                |
| Итоговый турнир ATP          | -             | -             | -             | П     | Группа        | Группа        | -             | Группа | -             | -             | -             | НП            | -     | 1 / 4  | 7-7            |

К — проигрыш в квалификации.